# Breiller Pires
Breiller Pires (Belo Horizonte, 14 de novembro de 1985) é um repórter e jornalista esportivo brasileiro. Integrou a redação da revista Placar durante cinco anos e desde 2015 é um dos comentaristas da ESPN Brasil.

## Carreira
Formado em Comunicação Social pela Universidade Federal de Minas Gerais (UFMG), integrou a redação da Placar de 2010 a 2015, quando manteve o blog Bololô Mineirês no site da publicação sobre futebol mineiro. Antes, criou e editou um blog que tratava de marketing esportivo, Copa do Mundo e Olimpíadas.
Pela revista, Breiller cobriu eventos e campeonatos internacionais como Copa Libertadores da América, Liga dos Campeões da Europa, Copa das Confederações e a Copa do Mundo FIFA de 2014, realizada no Brasil. Já teve trabalhos publicados em outras revistas como Veja São Paulo, Four Four Two (Inglaterra), Total Football (Rússia) e Surface Magazine (França). Em 2013 foi finalista do concurso Tim Lopes de Jornalismo Investigativo com a matéria "A Copa vende sonhos, a juventude paga o preço". Também trabalhou por quatro anos como repórter do jornal espanhol El País e atualmente é editor-chefe do The Players' Tribune no Brasil.

## Grandes reportagens
Suas matérias mais destacadas tratam de temas que envolvem futebol, política e direitos humanos, como racismo, homofobia e violência no ambiente esportivo, além do dossiê sobre abuso sexual de crianças e adolescentes que resultou em investigações parlamentares nas CPI's do Tráfico de pessoas e da Exploração sexual de Crianças e Adolescentes no Congresso Nacional. A reportagem intitulada "O lado sombrio da bola" e publicada em 2013 rendeu-lhe o Troféu Ford Aceesp (Associação dos Cronistas Esportivos de São Paulo) de melhor matéria do ano. Com a reportagem “Escravos da bola”, Breiller ganhou o prêmio nacional do Ministério Público do Trabalho (MPT) na categoria Revista Impressa. A reportagem conta a história de jogadores de futebol que trabalham sem carteira assinada, levam calotes de dirigentes e persistem na profissão em condições análogas à escravidão. Ainda conquistou dois troféus nacionais na categoria Esporte do Prêmio Petrobras de Jornalismo 2015 e uma menção honrosa no 33º Prêmio Direitos Humanos de Jornalismo.
Em novembro de 2024, o presidente Luiz Inácio Lula da Silva sancionou a lei nº 15.032 alterando o artigo nº 36 da Lei Geral do Esporte, que condiciona a transferência de recursos públicos para clubes e entidades esportivas à adoção de medidas de proteção de crianças e adolescentes contra situações de abuso e violência sexual. O projeto de lei, de autoria da deputada federal Erika Kokay (PT-DF), foi motivado por reportagens de Breiller Pires, que mostrou que a Confederação Brasileira de Futebol (CBF) deixou de cumprir um pacto firmado com o Congresso de proteger jovens das categorias de base de abusos sexuais e participou de audiências públicas na Câmara dos Deputados durante a tramitação da proposta apresentada em 2018.

### Vida de jogador na balada
Em setembro de 2011 encarnou o personagem Breillerson, um suposto jogador que estava na Grécia e voltava ao Brasil para jogar no Corinthians. Acompanhado do ex-jogador Vampeta, o repórter se passou por boleiro em uma casa de pagode em São Paulo e registrou o assédio de fãs.

### Entrevista com o ex-goleiro Bruno
Breiller e o fotógrafo Alexandre Battibugli entraram na Penitenciária Nelson Hungria, em Contagem, para uma entrevista exclusiva com o ex-goleiro Bruno Fernandes de Souza, preso e condenado pelo assassinato da amante no Caso Eliza Samudio. Na reportagem datada de abril de 2014, o ex-jogador de Flamengo e Atlético Mineiro revelou a tentativa de suicídio na prisão e a intenção de voltar a jogar pelo Montes Claros Futebol Clube, equipe com a qual assinou um contrato de cinco anos. Após a publicação da entrevista, a Placar foi criticada por grupos feministas na internet por estampar o rosto de um condenado por assassinato de uma mulher na capa da revista.